# Astrid Lembke
Astrid Lembke (* 1980 in Marktheidenfeld) ist eine deutsche Germanistin mit Schwerpunkt alt-jiddische Literatur. Sie hat den Lehrstuhl für Germanistische Mediävistik an der Universität Mannheim inne. 

## Werdegang
Lembke studierte von 2001 bis 2007 Germanistik und Judaistik an der Goethe-Universität Frankfurt am Main und an der Hebräischen Universität Jerusalem. Im Jahr 2011 wurde sie am Fachbereich Neuere Philologien der Goethe-Universität mit einer Arbeit zu Erzählungen über jüdische Mahrtenehen promoviert. Nach einer mehrjährigen Tätigkeit als wissenschaftliche Assistentin an der Humboldt-Universität Berlin erhielt sie im Jahr 2015 die Professur für Ältere deutsche Literatur und Sprache mit einem Schwerpunkt in der alt-jiddischen Literatur (W2) an der Freien Universität Berlin. Das Habilitationsverfahren wurde 2019 an der Neuphilologischen Fakultät der Ruprecht-Karls-Universität Heidelberg abgeschlossen (Venia Legendi für das Fach Ältere deutsche Literaturwissenschaft). Kurz darauf erschien ihre Habilitationsschrift zur Inschriftlichkeit im Höfischen Roman. Von Juli 2020 bis Juli 2021 lehrte sie in Wien Jiddische Literatur- und Kulturwissenschaft. Seitdem ist Lembke Inhaberin der Professur für Germanistische Mediävistik (W3) an der Universität Mannheim. Seit Januar 2023 ist sie Gleichstellungsbeauftragte der Universität.
Ihre Arbeitsschwerpunkte sind Höfische Romane des 13. Jahrhunderts, jiddische Literatur im spätmittelalterlichen und frühneuzeitlichen Aschkenas, hebräische Bearbeitungen nichtjüdischer Vorlagen, legendarisches Erzählen, Gender Theory, Intersectional Theory, Postcolonial Theory und Mittelalterrezeption. Seit 2018 arbeitet Lembke in einem durch die DFG geförderten Projekt an einer Edition des altjiddischen Ritterromans Widuwilt. Ihr Ziel ist es, das Werk durch eine philologisch zuverlässige Ausgabe für die weitere wissenschaftliche Erforschung, auch durch benachbarte Disziplinen, umfassend zu erschließen.

## Schriften (Auswahl)

### Monographien
- Erzählte Heiligkeit. St. Georg in mittelalterlicher Dichtung (= Reihe Hochschulschriften. Band 23). Berlin 2008, ISBN 978-3-89626-822-8.
- Dämonische Allianzen. Jüdische Mahrtenehenerzählungen der europäischen Vormoderne (= Bibliotheca Germanica. Band 60). Tübingen 2013, ISBN 3-7720-8498-2.
- Inschriftlichkeit: Materialität, Präsenz und Poetik des Geschriebenen im höfischen Roman (= Deutsche Literatur. Band 37). Berlin, Boston 2020, ISBN 978-3-11-068926-6.

### Herausgeberschaften (Auswahl)
- mit Nataša Bedeković und Andreas Kraß (Hg.): Durchkreuzte Helden. Das „Nibelungenlied“ und Fritz Langs Film „Die Nibelungen“ im Licht der Intersektionalitätsforschung. Bielefeld 2014, ISBN 3-8376-2647-4.
- mit Christian Buhr und Michael R. Ott (Hg.): Reinbot von Durne: Der Heilige Georg. Mittelhochdeutscher Text, Übersetzung, Kommentar und Materialien zur Stofftradition. Berlin 2020, ISBN 978-3-11-057966-6.
- mit Norbert Kössinger: Konrad von Würzburg als Erzähler (= Beiträge zur mediävistischen Erzählforschung. Themenheft 10). 2021, doi:10.25619/BmE_H202143.